# Jean de Wavrin
Jean Batard de Wavrin (1395 – 1475) è stato un militare e letterato francese.

## Biografia
Originario della Borgogna, figlio naturale di Robert VII de Wavrin, signore di Wavrin, di Lillers e di Malanoy, venne legittimato nel 1437 da Filippo III di Borgogna. Partecipò alla battaglia di Azincourt nel 1415. Fu anche scrittore e bibliofilo e fu attivo nella regione di Lilla, dove l'anonimo artista noto con il nome di Maestro di Wavrin lavorò per lui.

## Opere
- Jean de Wavrin: A Collection of the Chronicles and Ancient Histories of Great Britain, Now Called England, by John de Wavrin, übers. W. und E. L. C. P. Hardy (Rerum Britannicarum Medii Aevi Scriptores = Rolls Series 40, 1-5), London 1868.